# Two Western Paths
Two Western Paths è un cortometraggio muto del 1913 diretto da Arthur Mackley.

## Trama
In Montana, a Lone Pine, lo sceriffo John Lynch s'innamora della ballerina La Tunita. I due si sposano ma qualche tempo dopo, La Tunita è stanca della vita matrimoniale e, quando ritorna in città il suo vecchio manager, lei decide di andarsene con lui. Lo sceriffo li scopre insieme ma perdona la moglie. Non solo, le dà anche del denaro e le augura un futuro felice, sacrificandosi per lei.

## Produzione
Il film fu prodotto dalla Essanay Film Manufacturing Company. Venne girato in California, a Hollywood.

## Distribuzione
Distribuito dalla General Film Company, il film - un cortometraggio di una bobina - uscì nelle sale cinematografiche USA l'8 maggio 1913.